# Erioptera annulipes
Erioptera annulipes är en tvåvingeart som beskrevs av Samuel Wendell Williston  1896. Erioptera annulipes ingår i släktet Erioptera och familjen småharkrankar. Inga underarter finns listade i Catalogue of Life.